# Aposphaerion unicolor
Aposphaerion unicolor är en skalbaggsart som först beskrevs av White 1855. Aposphaerion unicolor ingår i släktet Aposphaerion och familjen långhorningar.
Artens utbredningsområde är:
- Panama.
- Paraguay.
- Venezuela.

Inga underarter finns listade i Catalogue of Life.